# Yves Hayat
Pour les articles homonymes, voir Hayat.
Yves Hayat est un artiste-plasticien français, né au Caire (Égypte) en 1946.

## Biographie

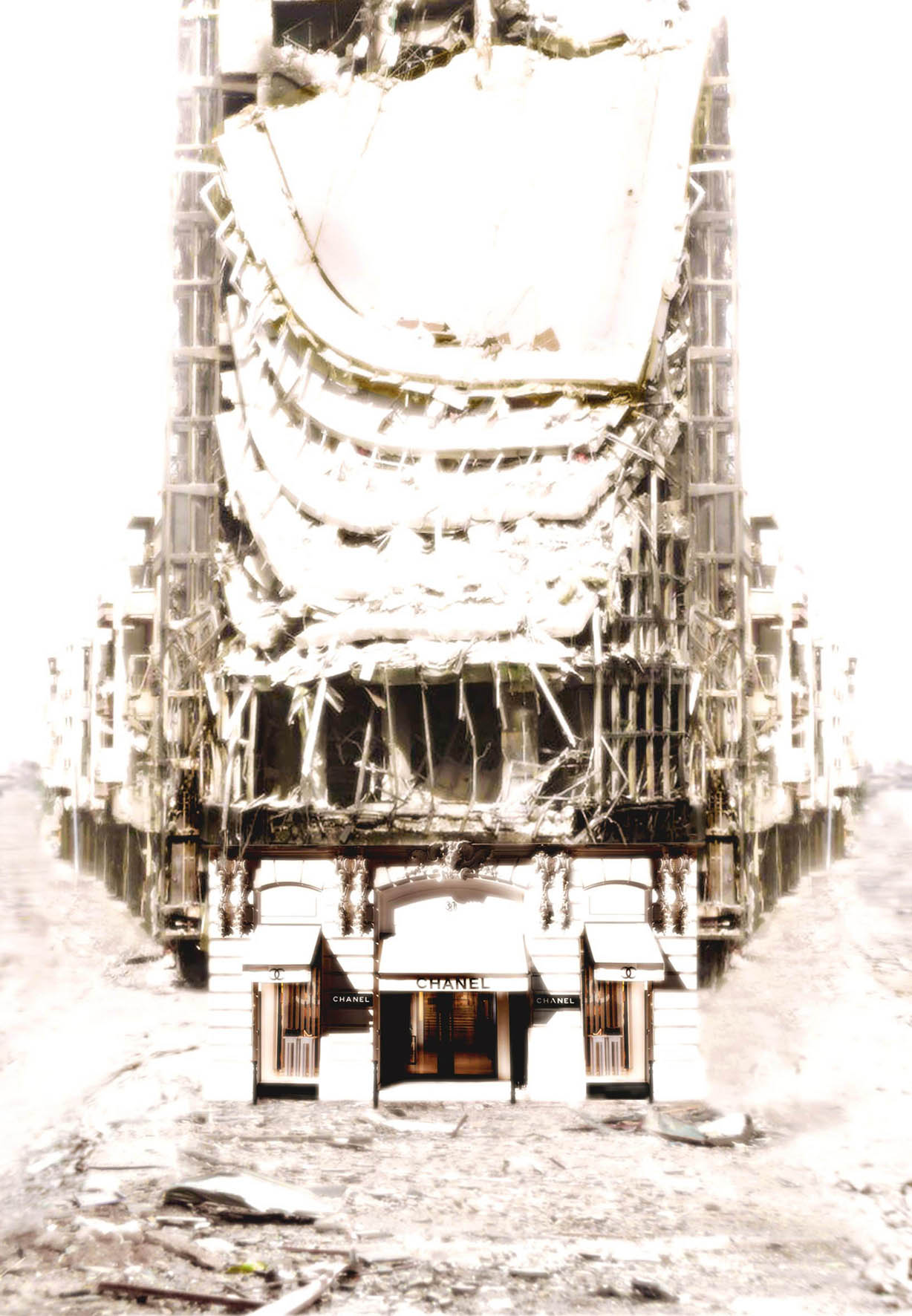

Yves Hayat est né au Caire. Après la révolution égyptienne, sa famille s'installe dans le sud de la France.
À partir de 1967, il suit la formation de l'École nationale des arts décoratifs de Nice. En 1974, il commence une carrière dans la publicité. En 1996, il revient vers l’Art qu’il pratiquera en parallèle à sa profession de publicitaire pendant quelques années, pour s'y consacrer totalement au début des années 2000.
L'art d’Hayat parle de l'état du monde, de cet univers ultra-médiatique, de sa domination par l'image, les icônes du paraître, le luxe, la violence... Yves Hayat met en scène ses œuvres. Utilisant superpositions, détournements, transparences, il aime à confronter les contraires : beauté et horreur, réel et illusoire, indifférence et fanatisme, luxe et violence, mettant ainsi le spectateur face à l'ambivalence humaine et aux contradictions de ce monde.
Yves Hayat vit entre Paris et Nice, où il a son atelier.
Depuis 2006, il multiplie les expositions personnelles à travers le monde : Londres, New York, Istanbul, Paris, Monaco, Cologne, Bruxelles, Genève, Vienne, Mykonos, Koweït, Beyrouth.

## Expositions personnelles

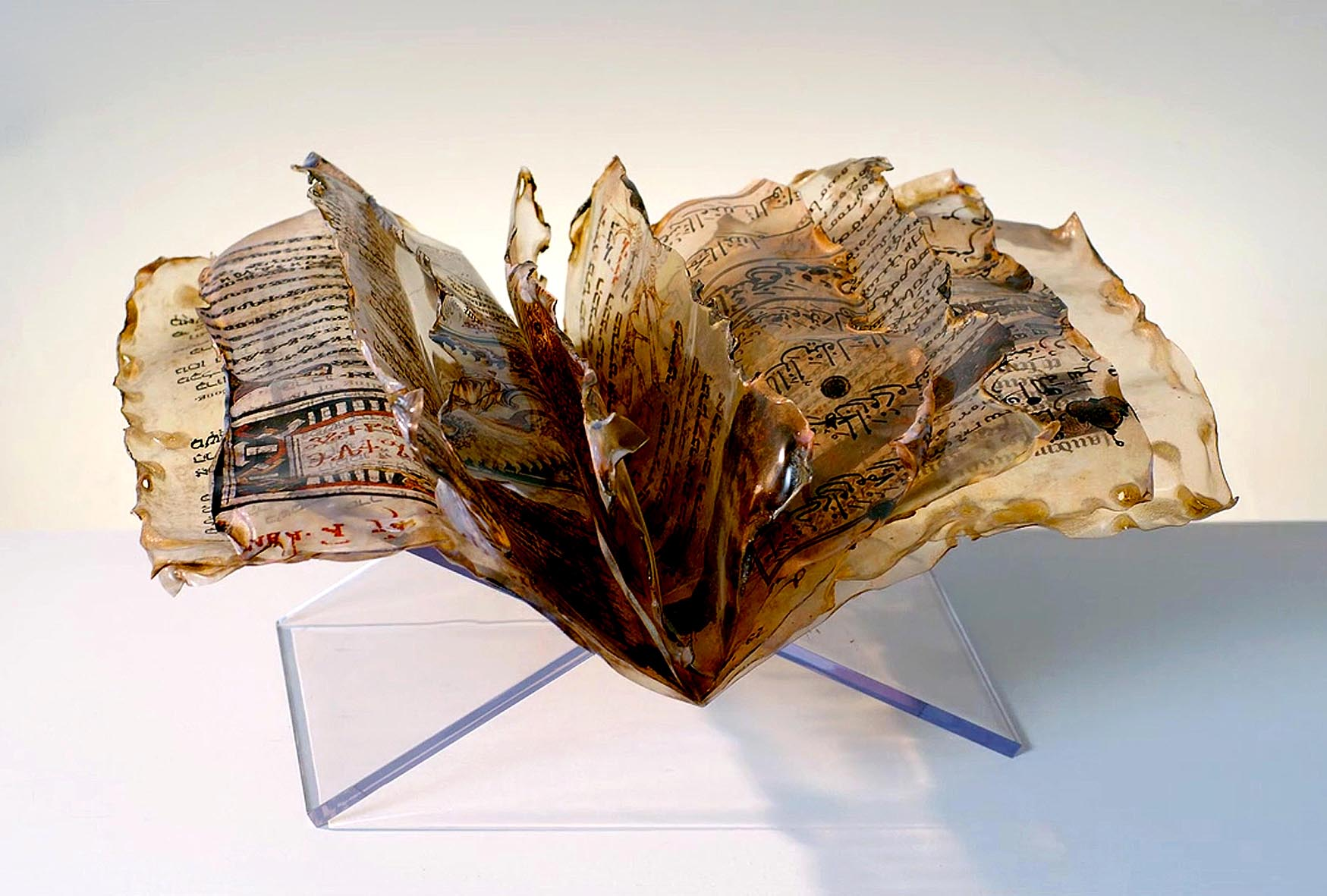

- Marseille, Frère(s), Les Docks (2001)
- Gand, Quid novi Mr. JC ?, VanRam Art Galleries (2002)
- Valbonne, Terminus ou les Vanités contemporaines, Abbaye (2005)
- Toulouse, Il y a une ombre au tableau, Maison de la Culture, St Cyprien (2005)
- Montevideo, Rapt, Centre culturel Alliance Française de Montevideo[5], (2006)
- Nice, Vénus/désastres, Galerie Sainte-Réparate 2006 (Catalogue)
- Paris, Statuts de femmes, Mairie du 13e (2007)
- Monaco, Galerie du Forum-Kamil[6] (Monography) 2008
- Koweït, TheNumber4 Gallery, Kuweit-City (2010)
- Saint Paul de Vence, Galerie Art Seiller (2010)
- Bruxelles, Statuts de femmes, Contrast Gallery (2010)
- Saint-Rémy-de-Provence, L'illusoire réel et le réel illusoire, Galerie Bernard Mourier (2009)
- Cologne, Galerie Ralph Schriever (2011)
- Genève, Galerie Mines d’Art (2013)
- Venise, Yourope in Progress, Palazzo Bonvicini, Venise (Biennale 2013)
- Paris, Mythification/Mystifications, Mark Hachem Gallery (2014)
- Beyrouth, Mythification/Mystifications, Mark Hachem Gallery (2014)
- Londres, Transparencies, Art Space Gallery (2015)
- Istanbul, Passion(s), Gaia Gallery[7] (2015)
- New York, Violent Luxury, Shirin Gallery NY[8] (2015)
- Paris, Sale Temps, Galerie Mark Hachem [9]Paris/Marais (2016)
- Rome, L’Ultimo giorno prima dell’Eternità, Chiesa San Silvestro al Quirinale[10] (2017)
- Grasse, Le Parfum, cet obscur objet du désir, Musée International de la Parfumerie[11] (2017)
- Paris, Femmes au bord de la crise de guerre, Mark Hachem gallery (2018)
- Grasse, Quid novi ? Crypte de la Cathédrale (2018)
- Polignano, Il lato oscuro della felicità, Galleria Vento Blu[12] (2019)
- Vienne, The Dark side of the dream, Galerie Frey[13] (2020)
- Perpignan, L'enfer du décor, Centre d'Art Contemporain de Perpignan (2022
- Salzburg, Weapons of mass seduction, Galerie Frey (2023)
- Paris, Prisons contemporaines, Mark Hachem Gallery[14] (2023)
- Verone, Profano vs. Sacro, Peter Frey Gallery[15] (2024)

## Foires internationales d'Art
Art Miami NewYork  /  Scope Basel / Art Central Hong Kong / India Art Fair /  ArtVienna / Scope Miami Beach  / Art Stage Singapore / Scope Miami /  Beirut Art Fair  /  Contemporary Istanbul / Art 16 London  / Toronto Artfair / Zona Maco Mexico / Parallel Vienna / Lille Art Fair /  Artfair 21-Cologne / Art Paris / Art Dubai…

## Expositions collectives (sélection)

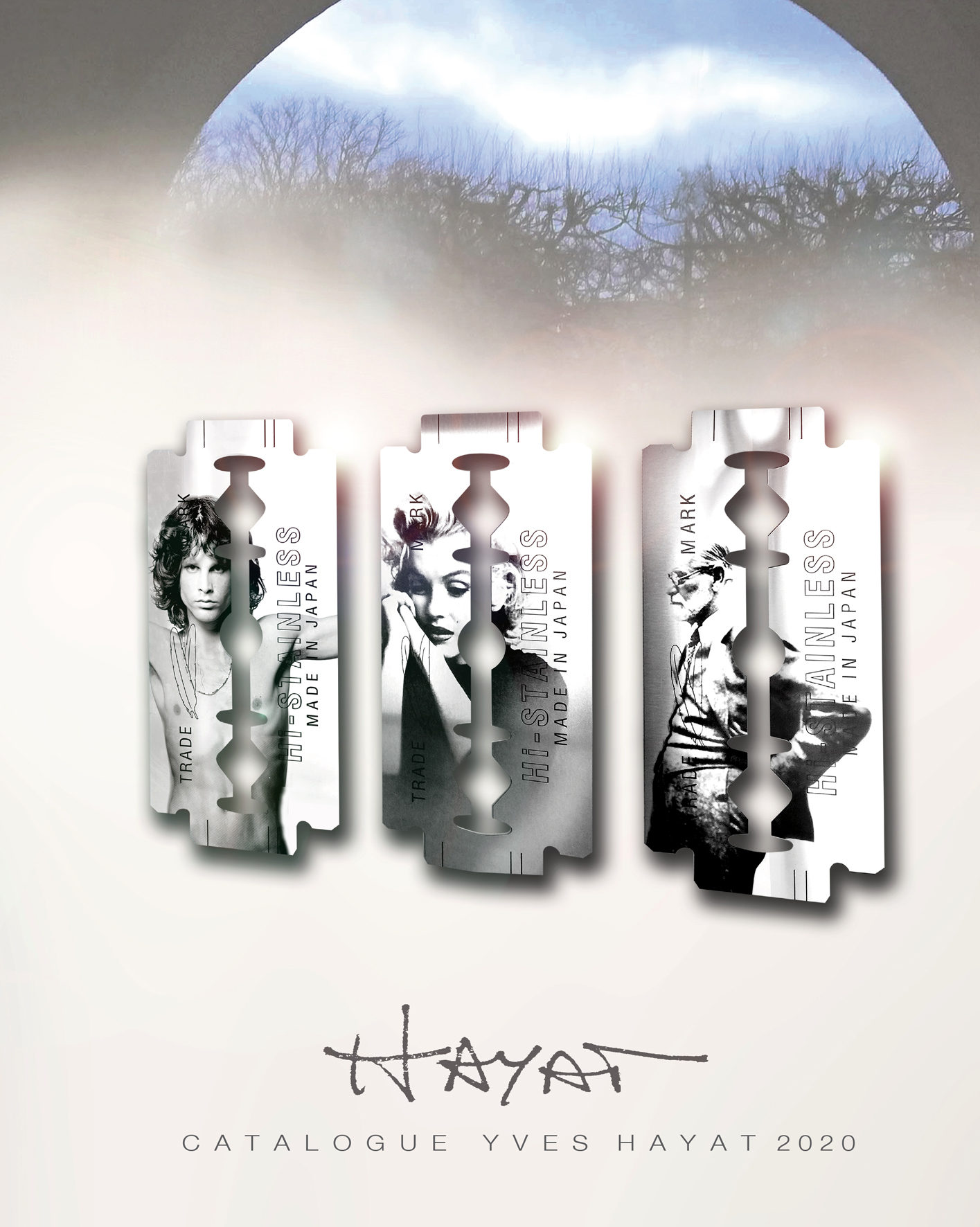
Yves Hayat, couverture du catalogue 2020

- Monaco, Salon des Arts Plastiques de l’Unesco, Monaco (1er prix du Jury - Catalogue) 2003
- Nice, Revisitation à Ste-Réparate, Nice (Curateur : Y. Hayat) - (2006)
- Allones, Humour et Critique dans l’Art d’Aujourd’hui (2006)
- Avignon, Mémoires des enfants cachés, Vidéo Masques, Filgamesh Théâtre, Festival d’Avignon (2007)
- Carros, Freud... Beau comme un symptôme, Centre International d’Art Contemporain Carros (Catalogue) 2007
- Mougins, Ni Verre, ni Sage, Musée de la Photographie-André Villers
- Paris, L’Art en Capital “Sociétal / existentiel”, Grand Palais (Catalogue) 2007
- Le Mans, Monumentoiles, Inauguration du nouveau tramway (2008)
- Mykonos, Art Kessaris Gallery, (2008-2009)
- Cagnes-sur-Mer, Clairs-Obscurs, Château-Musée Grimaldi (2010)
- Venise, Lateral Bodies, Spazio Thetis, Arsenal (2010)
- Vienne, Kunstkammer, Amadeus Contemporary
- Perpignan, Memento mortem, Galerie Roger Castang (2011)
- Vienne, Zwischen Tür und Angel, Sigmund Freud Museum[24] (2011)
- Collioures, Vibrations totemiques, Château Royal (2012)
- Vienne, Paraphrasen & Ikonen, Schlossfestspiel, Amadeus Contemporary (2013)
- Vienne, Galerie der Moderne, Stift Klosterneuburg[25]
- Cagnes s/mer, Mises en Scènes, Biennale, Château-Musée Grimaldi (2014)
- Venise, Vitraria Glass+A Museum, Palazzo Nani Mocenigo (2015)
- Nice, Boites noires, Installation, Palissades du Chantier du Tramway (2016)
- Londres, Maddox Gallery (Curated by James Nicholls) 2015
- Bâle, Middle East Art Exhibition, Basel Art Center[26] (2016)
- New York, Summer group show, Ca d'Oro gallery (2018)
- Paris, ArtProtects, Aides/Yvon Lambert (2020)
- Vienne, Summertime, Galerie Frey [13]  (2020)
- Sète, Mise en Cène, La collection R. Castang, Chapelle du Quartier Haut (2022)
- Saint-Raphaël, Exode(s) Parcours Art Contemporain (2022)

## Expositions dans Musées et Institutions

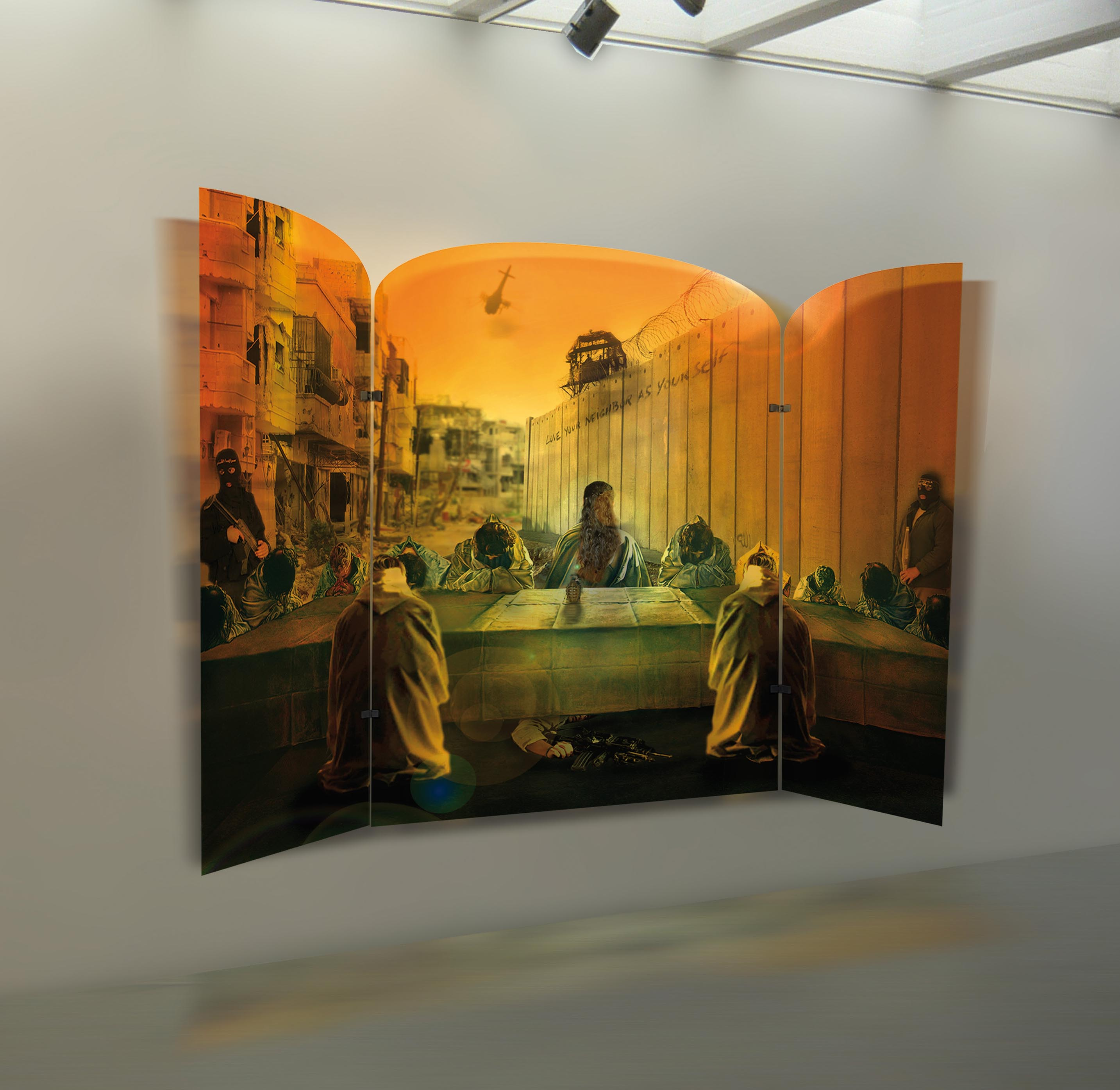

- 2001 Frère(s), Les Docks Ville de Marseille.
- 2006 Rapt, Centre culturel Alliance Française de Montevideo[5].
- 2007 Freud... Beau comme un symptôme, Centre International d’Art Contemporain Carros (Catalogue).
- 2007 Ni Verre, ni Sage, Musée de la Photographie-André Villers, Mougins.
- 2007 Statuts de femmes, Mairie de Paris 13e.
- 2010 Clairs-Obscurs, Château-Musée Grimaldi, Cagnes sur Mer.
- 2013 Yourope in Progress, Palazzo Bonvicini, Venise (Biennale 2013).
- 2014 Galerie der Moderne, Stift Klosterneuburg[25] Vienne Klosterneuburg
- 2015 Vitraria Glass+A Museum, Palazzo Nani Mocenigo, Venise.
- 2016 Middle East Art Exhibition, Basel Art Center, Bâle[26].
- 2017 L’Ultimo giorno prima dell’Eternità, Chiesa San Silvestro al Quirinale, Rome[10].
- 2017 Le Parfum, cet obscur objet du désir, Musée International de la Parfumerie de Grasse [11].
- 2018 Quid novi ? Crypte de la Cathédrale de Grasse
- 2021 Passions particulières, Centre International d'art Contemporain[27] , Carros
- 2022 L'enfer du décor, Centre d'Art Contemporain, Perpignan  [28]
- 2024 Tejiendo identidades, diàlogos, huellas y futuro, Arte al Limite Museo, Valparaiso, Chili

## Œuvres dans collections institutionnelles
- Triptyque Crucifixion, Monastère de Klosterneuburg[29], Autriche
- Triptyque Fleurs blessées, Musée International de la Parfumerie[30], Grasse
- Retable Palestine, "Mise en Cène" [31] Collection Roger Castang, Perpignan, France
- Babel, Musée de la Palestine en exil (Institut du Monde Arabe), Paris[32]
- Concerto facciale, Copelouzos Art Museum[33], Athènes
- Installation La Confusion des sentiments , Fernando Galan Art.es[34] collection, Madrid
- Triptyque Concerto facciale, Arte Al Limite MUSEO[35], Chili

### Liens externes

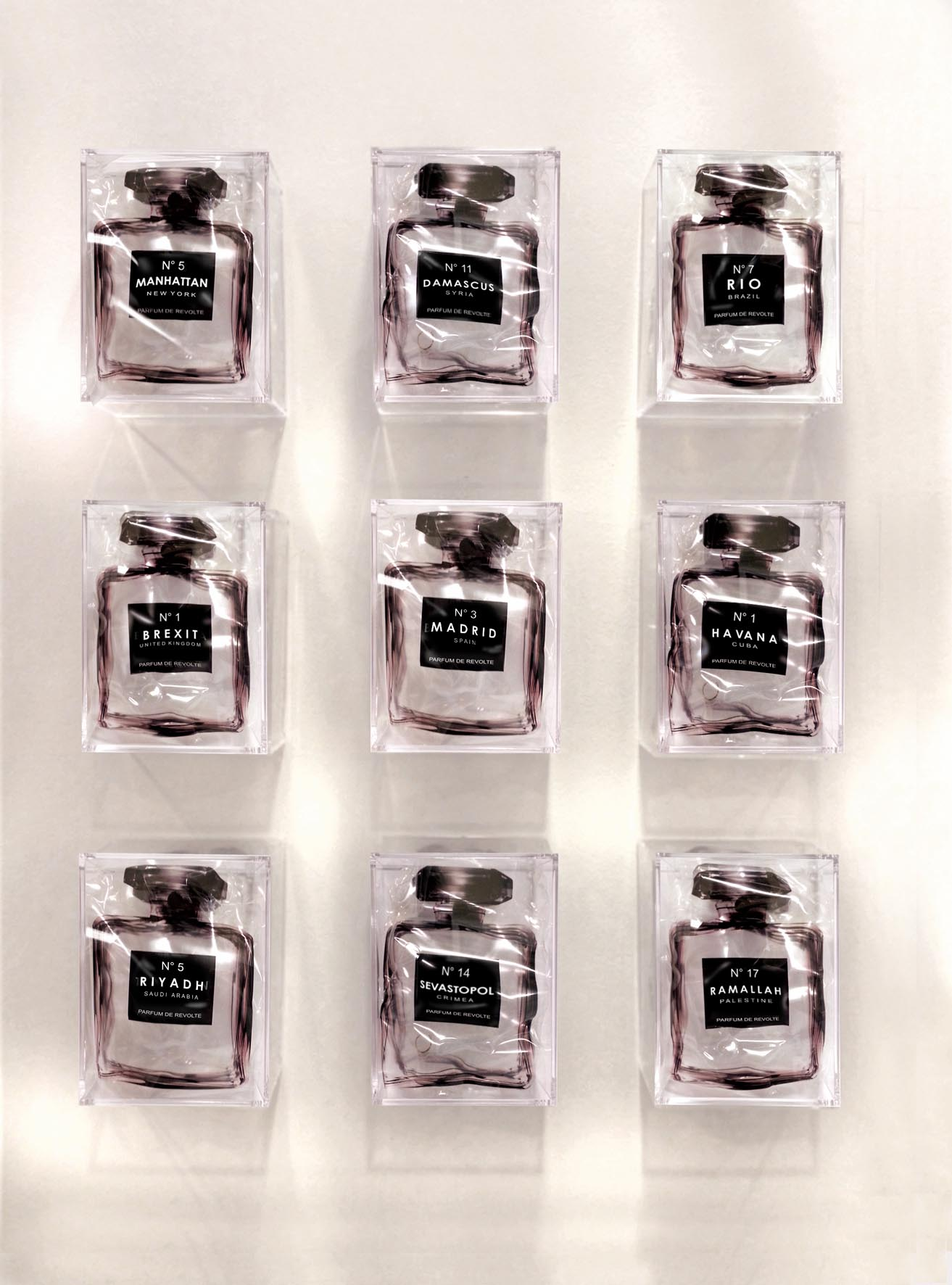